# Анна фон Хоя
Анна фон Хоя (на немски: Anna von Hoya; * ок. 1474/1490; † 17 август 1539 в Бруххаузен) е графиня от графство Хоя и чрез женитба графиня и господарка на Залм-Райфершайд. Тя е родоначалник на по-късните князе на Залм-Райфершайд-Дик–Краутхайм–Райц-Бедбург.

## Произход
Тя е втората дъщеря на граф Ото VI фон Хоя († 1497) и съпругата му Анна фон Липе († 1533), дъщеря на Бернхард VII фон Липе († 1511) и Анна фон Холщайн-Шауенбург († 1495). Сестра ѝ Аделхайд фон Хоя (ок. 1470 – 1515) е омъжена 1494 г. за граф Ебервин II фон Бентхайм-Щайнфурт († 1498) и 1503 г. за граф Филип III фон Валдек-Айзенберг († 1539). Майка ѝ Анна фон Липе се омъжва втори път 1510/1511 г. за граф Йохан II фон Насау-Байлщайн († 1513).

## Фамилия
Анна фон Хоя се омъжва на 31 октомври 1505 г. за граф Йохан VIII фон Залм-Райфершайд (* 25 юни 1488; † 26 март 1537), син на граф Петер фон Залм-Райфершайд († 1505) и Регина фон Сайн († 1495). Те имат два сина:

- Франц (* 4 октомври 1508; † 7 септември 1529)
- Йохан IX (* 1 януари 1513; † 31 октомври 1559), граф на Залм-Райфершайд, женен на 11 октомври 1538 г. в Хамбах за Елизабет фон Хенеберг (1517 –1577), дъщеря на Вилхелм IV (VI) фон Хенеберг-Шлойзинген и Анастасия Хоенцолерн фон Бранденбург, дъщеря на курфюрст Албрехт Ахилес фон Бранденбург.